# Nicolas Bary
Nicolas Bary (París, Francia, 28 de noviembre de 1980) es un director, productor y guionista francés famoso por su primer largometraje Los niños de Timpelbach (Les Enfants de Timplebach en francés).

## Biografía
Nicolas Bary comenzó a hacer sus primeros cortometrajes en la escuela secundaria con algunos primos y amigos. Estudiante de l'École Supérieure de Réalisation Audiovisuelle (ESRA), dejó la escuela para participar en el set de Le Petit Poucet de 2001 de Olivier Dahan. Después trabajó en una serie de largometrajes: La Vie Promise (2002) de Olivier Dahan, Pas sur la bouche (2003) de Alain Resnais, Mes enfants no son pas comme les autres (2003) de Denis Dercourt, Blueberry. La experiencia secreta (2004) de Jan Kounen, La première fois que j'ai eu 20 ans (2004) de Lorraine Lévy, Alive (2004) de Frédéric Berthe, Narco (2004) de Tristan Aurouet y Gilles Lellouche y El código Da Vinci (2006)de Ron Howard. También ha realizado algunos anuncios para Kinder, Tabasco y Total.
Al mismo tiempo, gracias a su trabajo en publicidad, pudo producir sus dos primeras películas profesionales Fragile (2003) y Before... (2004), siendo esta última una introducción a Los Niños de Timplebach. En 2004, conoció a un joven productor, Dimitri Rassam, que estaba realizando su tercer cortometraje Judas (2005) y contaba con la ayuda de Jean-Pierre Cassel, Serina Delphine y Romain Rondeau. Es a partir de este momento cuando se lanza con el proyecto de Los Niños de Timplebach (producida por Chapter 2), un proyecto que tenía pendiente desde hacía mucho tiempo.
Después de Los Niños de Timplebach, prepara una adaptación cinematográfica del cómic Soda, por el que ha obtenido los derechos en 2008, con el que espera empezar en 2010. También cofundó en noviembre de 2008 una compañía de producción, llamada «Les Partenaires».

## Filmografía

### Cortometrajes
- 2005: Judas
- 2004: Before...
- 2003: Fragile

### Largometrajes
- 2008: Los Niños de Timplebach

### Futuro
- Soda